# Луньгінсько-Майданське сільське поселення
Лу́ньгінсько-Майда́нське сільське поселення (рос. Луньгинско-Майданское сельское поселение) — муніципальне утворення у складі Ардатовського району Мордовії, Росія. Адміністративний центр — село Луньгінський Майдан.

## Населення
Населення — 317 осіб (2019, 419 у 2010, 530 у 2002).

## Склад
До складу поселення входять такі населені пункти:
| Населений пункт           | Населення, осіб (2002) | Населення, осіб (2010) |
| ------------------------- | ---------------------- | ---------------------- |
| Анютино, присілок         | 2                      | 0                      |
| Луньгінський Майдан, село | 337                    | 279                    |
| Спаські Мурзи, присілок   | 191                    | 140                    |